# Podolí (Moravia meridionale)
Podolí (in tedesco Kritschen) è un comune della Repubblica Ceca facente parte del distretto di Brno-venkov, in Moravia Meridionale.